# Billboardlistans förstaplaceringar 1965
Detta är en lista över 1965 års förstaplaceringar på Billboard Hot 100. 

## Listhistorik
| Datum        | Låt                                                   | Artist                            |
| 2 januari    | "I Feel Fine"                                         | The Beatles                       |
| 9 januari    | "I Feel Fine"                                         | The Beatles                       |
| 16 januari   | "Come See About Me"                                   | The Supremes                      |
| 23 januari   | "Downtown"                                            | Petula Clark                      |
| 30 januari   | "Downtown"                                            | Petula Clark                      |
| 6 februari   | "You've Lost That Lovin' Feelin'"                     | The Righteous Brothers            |
| 13 februari  | "You've Lost That Lovin' Feelin'"                     | The Righteous Brothers            |
| 20 februari  | "This Diamond Ring"                                   | Gary Lewis & the Playboys         |
| 27 februari  | "This Diamond Ring"                                   | Gary Lewis & The Playboys         |
| 6 mars       | "My Girl"                                             | The Temptations                   |
| 13 mars      | " Eight Days a Week"                                  | The Beatles                       |
| 20 mars      | "Eight Days a Week"                                   | The Beatles                       |
| 27 mars      | "Stop! In the Name of Love"                           | The Supremes                      |
| 3 april      | "Stop! In the Name of Love"                           | The Supremes                      |
| 10 april     | "I'm Telling You Now"                                 | Freddie and the Dreamers          |
| 17 april     | "I'm Telling You Now"                                 | Freddie and the Dreamers          |
| 24 april     | "Game of Love"                                        | Wayne Fontana and the Mindbenders |
| 1 maj        | "Mrs. Brown, You've Got a Lovely Daughter"            | Herman's Hermits                  |
| 8 maj        | "Mrs. Brown, You've Got a Lovely Daughter"            | Herman's Hermits                  |
| 15 maj       | "Mrs. Brown, You've Got a Lovely Daughter"            | Herman's Hermits                  |
| 22 maj       | "Ticket to Ride"                                      | The Beatles                       |
| 29 maj       | "Help Me, Rhonda"                                     | The Beach Boys                    |
| 5 juni       | "Help Me, Rhonda"                                     | The Beach Boys                    |
| 12 juni      | "Back in My Arms Again"                               | The Supremes                      |
| 19 juni      | "I Can't Help Myself (Sugar Pie Honey Bunch)"         | The Four Tops                     |
| 26 juni      | "Mr. Tambourine Man"                                  | The Byrds                         |
| 3 juli       | "I Can't Help Myself (Sugar Pie Honey Bunch)"         | The Four Tops                     |
| 10 juli      | "(I Can't Get No) Satisfaction"                       | The Rolling Stones                |
| 17 juli      | "(I Can't Get No) Satisfaction"                       | The Rolling Stones                |
| 24 juli      | "(I Can't Get No) Satisfaction"                       | The Rolling Stones                |
| 31 juli      | "(I Can't Get No) Satisfaction"                       | The Rolling Stones                |
| 7 augusti    | "I'm Henry VIII, I Am"                                | Herman's Hermits                  |
| 14 augusti   | "I Got You Babe"                                      | Sonny & Cher                      |
| 21 augusti   | "I Got You Babe"                                      | Sonny & Cher                      |
| 28 augusti   | "I Got You Babe"                                      | Sonny & Cher                      |
| 4 september  | "Help!"                                               | The Beatles                       |
| 11 september | "Help!"                                               | The Beatles                       |
| 18 september | "Help!"                                               | The Beatles                       |
| 25 september | " Eve of Destruction"                                 | Barry McGuire                     |
| 2 oktober    | "Hang on Sloopy"                                      | The McCoys                        |
| 9 oktober    | " Yesterday"                                          | The Beatles                       |
| 16 oktober   | "Yesterday"                                           | The Beatles                       |
| 23 oktober   | "Yesterday"                                           | The Beatles                       |
| 30 oktober   | "Yesterday"                                           | The Beatles                       |
| 6 november   | "Get Off of My Cloud"                                 | The Rolling Stones                |
| 13 november  | "Get Off of My Cloud"                                 | The Rolling Stones                |
| 20 november  | "I Hear a Symphony"                                   | The Supremes                      |
| 27 november  | "I Hear a Symphony"                                   | The Supremes                      |
| 4 december   | "Turn! Turn! Turn! (To Everything There Is a Season)" | The Byrds                         |
| 11 december  | "Turn! Turn! Turn! (To Everything There Is a Season)" | The Byrds                         |
| 18 december  | "Turn! Turn! Turn! (To Everything There Is a Season)" | The Byrds                         |
| 25 december  | "Over and Over"                                       | The Dave Clark Five               |